# Catastrophe environnementale
Ne doit pas être confondu avec Catastrophe naturelle.
 (juin 2022).

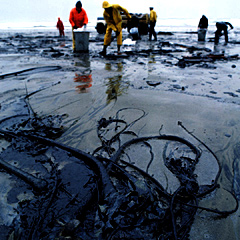
Pétrole sur une plage.

Une catastrophe environnementale est le résultat d'un événement dû à l'activité humaine qui porte atteinte à l'intégrité de tout ou partie d'un ou de plusieurs écosystèmes.
C'est pourquoi elle est également nommée catastrophe écologique. C'est l'expression d'une intervention déstabilisant les composants et les conditions environnementaux.
Ces catastrophes sont d'origine humaine (par exemple, les marées noires, la déforestation entraînant une perte de la biodiversité) avec la disparition de plusieurs espèces de végétaux et d'animaux, ce qui les distinguent des crises écologiques qui sont causées par des perturbations naturelles (incendies, inondations, maladies, séismes, activité volcanique) ou des perturbations anthropiques. L'agriculture, l'industrialisation, l'urbanisation, l'accès des voies de communication, la culture de consommation sont des empreintes humaines potentiellement porteuses de catastrophes.
Les catastrophes environnementales humaines sont aussi la perception du dérangement dans l'environnement individuel, local et collectif. Un événement inapproprié, d'origine biophysique ou humaine, qui affecte des systèmes économiques, écologiques et sociaux est un terreau pour une dynamique catastrophique.
Les catastrophes environnementales peuvent se présenter comme des événements soudains, précisément datés. D'autres sont prévisibles, possibles et aléatoires. La gravité et la sensibilité spatio-temporelle de l'événement et le décompte de ses effets biophysiques et humains sont enregistrés pour l'évaluation de l'envergure de la catastrophe environnementale (par exemple une marée noire). Des catastrophes écologiques peuvent aussi résulter d'un processus se déroulant sur des décennies ou davantage et dont les conséquences sont importantes. Par exemple la destruction des habitats, l'élargissement éventuel du trou dans la couche d'ozone ; cette couche est essentielle pour filtrer le rayonnement ultraviolet solaire nuisible à la reproduction de la vie sur notre planète : on ne constate aucune extension de ce phénomène.

## Catastrophes liées à des activités humaines

### Événements ciblés et ponctuels
- 1954 : Essai nucléaire de Castle Bravo avec des retombées radioactives condamnant une zone d'archipels (Rongelap et Rongerik) près de l'atoll de Bikini
- 1956, Minamata au Japon : la ville fut le siège d’une pollution au mercure de la chaîne alimentaire des pêcheurs, qui produisit une maladie neurologique qu’on désigne depuis sous le nom de maladie de Minamata.
- 1961-1971 : Écocide dû à l'Agent orange utilisé lors de la guerre du Viêt Nam
- 1967 : Marée noire du Torrey Canyon[2] au large des Cornouailles sur les côtes britanniques (119 000 tonnes)
- 1969 : Pollution du Rhin avec le pesticide endosulfan
- 1969 : Le lac Érié, entre le Canada et les États-Unis, est considéré comme écologiquement mort (mais a été revitalisé et est redevenu sain, il comporte désormais plus de 140 espèces de poissons).
- 1976 : Catastrophe de Seveso en Italie, pollution à la dioxine
- 1978 : Marée noire de l'Amoco Cadiz sur les côtes de Bretagne (223 000 tonnes)
- 1978 : Pollution du Love Canal près des chutes du Niagara aux États-Unis
- 1979 : Accident nucléaire de Three Mile Island aux États-Unis
- 1982 : Inondation définitive de la cascade des Sept Chutes à la suite de la construction du barrage d'Itaipu en Amérique du Sud
- 1984 : Catastrophe de Bhopal en Inde
- 1986 : Catastrophe de Tchernobyl en Ukraine
- 1989 : Marée noire de l'Exxon Valdez sur les côtes de l'Alaska (37 000 tonnes)
- 1999 : Marée noire de l'Erika sur les côtes de Bretagne (12 000 tonnes)
- 2000 : Naufrage du Ievoli Sun aux Casquets, s'ensuit le déversement de 4 000 tonnes de styrène, 1 000 tonnes de trichlorosilane et 1 000 tonnes d'alcool isopropylique ; catastrophe de Baia Mare en Roumanie.
- 2001 : Explosion de l'usine AZF de Toulouse
- 2002 : Marée noire du Prestige sur les côtes de la Galice en Espagne (77 000 tonnes)
- 2005 : Catastrophe de l'usine pétrochimique de Jilin dans la Chine du Nord
- 2006 : Affaire du Probo Koala avec déversement de 600 tonnes de déchets toxiques dans la ville d'Abidjan en Côte d'Ivoire
- 2010 : Naufrage d'une station pétrolière en Louisiane (Deepwater Horizon)
- 2010 : Accident de l'usine d'aluminium d'Ajka en Hongrie : 1,1 million de mètres-cubes de boue rouge toxique se déversent sur plus de 40 km2, et atteignent le Danube le 7 octobre.
- 2011 : Catastrophe de l'oued Moulouya au Maroc, la Moulouya, le seul fleuve de la région de l'oriental marocain a été le théâtre d'une grande catastrophe à la suite du rejet de produits toxiques par la société Sofracor de production de sucres qui appartient au groupe Cosumar[3].
- 2011 : Accident nucléaire de Fukushima au Japon
- 2013 : Le 6 juillet 2013, un train de 72 wagons dérailla détruisant le cœur de la ville de Lac-Mégantic[4]. 47 personnes sont mortes et 5 500 m3 de pétrole ont été relâchés dans l'environnement sous plusieurs formes.
- Le 5 novembre 2015, un village est englouti par une coulée de boues toxiques, à la suite de la rupture de deux barrages miniers (de Bento Rodrigues) à Mariana, une ville de l’État de Minas Gerais, dans le sud-est du Brésil. Au moins 17 personnes sont mortes et 50 ont été blessées[5]. Des dizaines de millions de mètres cubes de boue polluée se sont déversés dans le Rio Doce (la douce rivière), le cinquième plus grand fleuve du Brésil. En quelques jours, des millions de poissons sont morts d’asphyxie. La pollution s'est répandue sur 850 km et a atteint le littoral ; conduisant les habitants à surnommer ce fleuve le Rio Morto (la rivière morte) en 2015. La catastrophe a privé plus de 500 000 personnes d'eau[6].
- 2015 : Nuage polluant à Pékin, première alerte rouge pour la capitale chinoise.
- 2019/2020 : Incendie en Australie brûlant 3 millions d'hectares

### Processus de nature catastrophique
- Dans les années 1930, Dust Bowl par suite de l'érosion due à l'agriculture intensive dans grandes plaines sur une longue période aux États-Unis[réf. nécessaire]
- Nuage brun d'Asie[réf. nécessaire]
- Années 1950, au Japon, intoxication au cadmium et au mercure (intoxication de la baie de Minamata)[7]
- Diminution massive de la biodiversité et augmentation du taux d'extinction des espèces[réf. nécessaire]
- Trou dans la couche d'ozone, constaté dès les années 1950, quand on a commencé à mesurer l'ozone en région antarctique ; il n'a guère évolué depuis.
- Déforestation massive dans diverses régions du monde
- Dégradation graduelle d'îles du Pacifique due à l'extraction intensive de phosphate, spécialement Banaba et Nauru[réf. nécessaire]
- 1972-2002 et siècles suivants: scandale de la chlordécone aux Antilles françaises. La pollution pérenne de la Guadeloupe et de la Martinique par cet insecticide entraine des problèmes de santé publique pour les travailleurs des bananeraies et plus généralement pour les populations.
- Diffusion du virus du poulet (grippe aviaire transmissible à l'homme dans certaines conditions) en Corée du Sud depuis 2003, au Vietnam, en Thaïlande et Chine depuis 2004, en Turquie, Roumanie et Grèce depuis 2005. Le processus ne s'est pas poursuivi.
- Assèchement progressif de la mer d'Aral
- Assèchement du cours inférieur du fleuve Jaune (fleuve Jaune) en Chine pendant plus de 200 jours par an
- Syndrome d'effondrement des colonies d'abeilles, sans que la cause en soit très bien connue
- D'après la Fondation Race for Water, « […] la pollution des océans par les plastiques […] représente la pire catastrophe écologique de l'Histoire »[8]
- Emballement du réchauffement climatique associé par exemple à la fonte du permafrost dans l'Antarctique et aux réactions bactériennes associées qui accélèrent l'émission dans l’atmosphère du méthane au pouvoir 23 fois plus réchauffant que le CO2[9].
- Catastrophes environnementales de l'été 2017[Quoi ?]